# Ormiscodes nigrosignata
Ormiscodes nigrosignata är en fjärilsart som beskrevs av Philippi 1860. Ormiscodes nigrosignata ingår i släktet Ormiscodes och familjen påfågelsspinnare. Inga underarter finns listade i Catalogue of Life.